# Pushball

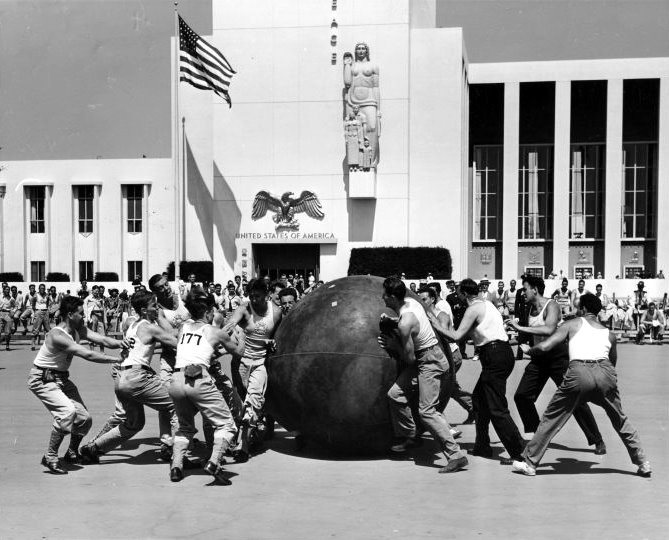
Pushballový zápas v New Yorku v roce 1939

Pushball je míčová hra, při níž se dvě družstva snaží dopravit do soupeřovy branky kožený míč, který má průměr 183 centimetrů a váží okolo 22 kilogramů. Hřiště má rozměry 122 × 45 metrů, na obou stranách je zpravidla jedenáct hráčů. Branka má podobně jako v ragby tvar písmene H, zásah do spodní poloviny je oceněn pěti body a do horní částí osmi body, za dotlačení míče za brankovou čáru mimo branku si tým připíše dva body.
Sport vymyslel v roce 1891 M. G. Crane ve městě Newton v americkém státě Massachusetts. Pushball se provozoval převážně mezi vysokoškoláky (Harvardova univerzita, Pensylvánská univerzita, Emoryho univerzita), stal se také součástí fyzické přípravy vojáků, policistů nebo hasičů. V roce 1902 se hrál v londýnském Křišťálovém paláci první pushballový zápas mimo USA. Pushball byl také ukázkovým sportem na Ženských světových hrách.
V roce 1902 vznikla rovněž v USA varianta pushballu hraná na koních, česky zvaná velmíčem koňmo. Rozměry hřiště a míče se v ní od lidského pushballu poněkud liší. Jezdec koně pouze vede, ale na rozdíl od koňského póla se nesmí sám míče dotknout.